# كزوارينة أليفة الجبال
كزوارينة أليفة الجبال (الاسم العلمي:Casuarina orophila) هي نوع من النباتات تتبع جنس الكزوارينة من الفصيلة الكازارينية.